# Kelemen Márta (tornász)
Kelemen Márta (Budapest, 1954. szeptember 17.) magyar tornásznő, edző. Férje Rab Tibor válogatott labdarúgó.

## Élete
Sportegyesületei a Központi Sport- és Ifjúsági Egyesület (KSI) valamint a Budapesti Honvéd voltak. Aktív pályafutását befejezve a KSI SE tornász szakágában edzőként szolgálja kedvenc sportágát.
A Német Szövetségi Köztársaságban, Münchenben rendezett XX., az 1972. évi nyári olimpiai játékokon a bronzérmes olimpiai tornászcsapat tagja (Békési Ilona, Császár Mónika, Kelemen Márta, Kéry Anikó, Medveczky Krisztina, Nagy Zsuzsanna).
Kanadában, Montréalban  volt az 1976. évi nyári olimpiai játékok tornadöntőinek helyszíne, ahol a tornászcsapat tagjaként negyedik helyen végeztek.